# Katō Tomosaburō
Katō Tomosaburō (jap. 加藤 友三郎) (ur. 22 lutego 1861 w Hiroszimie, zm. 24 sierpnia 1923 w Tokio) – oficer Cesarskiej Marynarki Wojennej, premier Japonii w latach 1922–1923.

## Życiorys

### Młodość
Urodził się 22 lutego 1861 roku w Hiroszimie, w ówczesnej prowincji Aki (obecnie prefektura Hiroszima) i pochodził z rodziny samurajskiej. Studiował w Akademii Cesarskiej Marynarki Wojennej, którą ukończył w 1884 roku z drugim najlepszym wynikiem na roku.

### Służba w Marynarce Wojennej
Po ukończeniu Akademii otrzymał rangę porucznika i został skierowany do służby na korwecie Tsukuba, a następnie krążowniku Takachiho. Uczestniczył w pierwszej wojnie chińsko-japońskiej dowódca artylerii na krążowniku Yoshino. Po jej zakończeniu służył na stanowiskach sztabowych, aż do awansu na stopień komandora porucznika. W kolejnych latach był pierwszym oficerem na pancerniku Yashima i kapitanem krążownika Tsukushi. W 1904 roku został awansowany na stopień kontradmirała.
Podczas wojny rosyjsko-japońskiej był szefem sztabu admirała Tōgō Heihachirō na pancerniku Mikasa i uczestniczył w bitwie pod Cuszimą. Po zakończeniu wojny w 1906 roku został wiceministrem marynarki wojennej, a w 1908 roku został awansowany na wiceadmirała. W 1913 roku został dowódcą Połączonej Floty.
W sierpniu 1915 roku został nominowany Ministrem Marynarki Wojennej, kilka dni później otrzymał też awans admiralski. Pełnił tę funkcję nieprzerwanie przez prawie 12 lat, kolejno w rządach Ōkumy Shigenobu, Terauchiego Masatake, Hary Takashiego i Takahashiego Korekiyo. Na przełomie lat 1921/1922, jako Minister Marynarki był członkiem delegacji japońskiej na konferencji waszyngtońskiej i uczestniczył wraz z Shideharą Kijūrō, ówczesnym ambasadorem Japonii w Stanach Zjednoczonych, w negocjacjach, które doprowadziły do podpisania traktatu waszyngtońskiego.

### Premier Japonii
Po powrocie do Japonii, w uznaniu jego roli w konferencji waszyngtońskiej, został desygnowany na stanowisko premiera. Jego rząd składał się głównie z biurokratów i członków Izby Arystokracji. Podczas pełnienia funkcji premiera wdrożył postanowienia traktatu waszyngtońskiego, wycofał siły japońskie z Shantungu i zakończył udział Japonii w interwencji syberyjskiej. Planował także wprowadzenie reformy instytucjonalnej, mającej na celu powoływanie na stanowisko Ministra Marynarki Wojennej osób cywilnych podległych premierowi, co miało ograniczyć wpływy szefów sztabów armii oraz marynarki. Działania te spotkały się z oporem części środowiska wojskowego, której nieformalnym przywódcą był wiceszef sztabu marynarki wojennej Kanji Katō. Zmarł 24 sierpnia 1923 roku, z powodu nowotworu okrężnicy, nieco ponad rok po objęciu urzędu. Dzień przed swoją śmiercią został awansowany do stopnia marszałka admirała (jap. 元帥海軍大将, gensui-kaigun-taishō – najwyższy stopień Cesarskiej Marynarki Wojennej). Pośmiertnie został odznaczony Wielką Wstęgą Najwyższego Orderu Chryzantemy oraz otrzymał tytuł wicehrabiego.